# Hóquei sobre a grama nos Jogos Pan-Americanos de 2019
Os torneios de Hóquei sobre a grama nos Jogos Pan-Americanos de 2019 foram realizados de 30 de julho a 10 de agosto em Lima, capital do Peru. A sede para a competição foi o campo de hóquei localizado no cluster da Villa María del Triunfo. No total, oito equipes masculinas e oito equipes femininas (com até 16 atletas por equipe) competiram em cada torneio (um total de 256 atletas à competira neste esporte).
O vencedor de cada torneio se classificou para os Jogos Olímpicos de Verão de 2020, que serão celebrados em Tóquio, no Japão.

## Calendário
| Julho / Agosto     | 24 | 25 | 26 | 27 | 28 | 29 | 30 | 31 | 1 | 2 | 3 | 4 | 5 | 6 | 7 | 8 | 9 | 10 | 11 |
| ------------------ | -- | -- | -- | -- | -- | -- | -- | -- | - | - | - | - | - | - | - | - | - | -- | -- |
| Hóquei sobre grama |    |    |    |    |    |    |    |    |   |   |   |   |   |   |   |   | 1 | 1  |    |

|  | Dia de competição |  | Dia de final |

## Medalhistas
| Evento             | Ouro | Prata | Bronze |
| ------------------ | --- | --- | --- |
| Masculino detalhes | Juan Manuel Vivaldi Pedro Ibarra Nicolás Keenan Maico Casella Matías Paredes Lucas Vila Leandro Tolini Ignacio Ortiz Juan Martín López Matías Rey Lucas Martínez Nicolás Cicileo Agustín Mazzilli Federico Fernández Agustín Bugallo Martín Ferreiro ARG Argentina                               | Brandon Pereira Scott Tupper Oliver Scholfield Keegan Pereira Balraj Panesar Adam Froese Gordon Johnston Brenden Bissett James Wallace Mark Pearson John Smythe Iain Smythe James Kirkpatrick Sukhi Panesar Taylor Curran David Carter CAN Canadá                 | Jonathan Klages Michael Barminski Tyler Sundeen Pat Harris Thomas Barratt Adam Miller Alberto Montilla Ajai Dhadwal Aki Kaeppeler Kei Kaeppeler Christian DeAngelis Paul Singh Sean Cicchie Deegan Huisman Jonathan Orozco Mohan Gandhi USA Estados Unidos  |
| Feminino detalhes  | Belén Succi Sofía Toccalino Rosario Luchetti Agostina Alonso Giselle Kañevsky Carla Rebecchi María José Granatto Victoria Sauze Agustina Albertario Victoria Granatto Eugenia Trinchinetti Micaela Retegui Silvina D'Elía Noel Barrionuevo Julieta Jankunas Valentina Costa Biondi ARG Argentina | Kaitlyn Williams Kate Wright Anna Mollenhauer Elise Wong Danielle Hennig Rachel Donohoe Hannah Haughn Karli Johansen Natalie Sourisseau Sara McManus Holly Stewart Amanda Woodcroft Madeline Secco Brienne Stairs Shanlee Johnston Stephanie Norlander CAN Canadá | Erin Matson Lauren Moyer Danielle Grega Casey Umstead Amanda Magadan Ashley Hoffman Julia Young Linnea Gonzales Anna Dessoye Ali Froede Mackenzie Allessie Kathleen Sharkey Margaux Paolino Caitlin Van Sickle Alyssa Manley Kelsey Bing USA Estados Unidos |

## Participação
Nove países se qualificaram para o torneio de hóquei sobre a grama. 
| - ARG Argentina (32) - CAN Canadá (32) - CHI Chile (32) - CUB Cuba (32) - MEX México (32) | - PER Peru (32) - TRI Trinidad e Tobago (16) - URU Uruguai (16) - USA Estados Unidos (32) |

## Quadro de medalhas
| Ordem | País               | Medalha de ouro | Medalha de prata | Medalha de bronze |   |
| ----- | ------------------ | --------------- | ---------------- | ----------------- | - |
| 1     | ARG Argentina      | 2               |                  |                   | 2 |
| 2     | CAN Canadá         |                 | 2                |                   | 2 |
| 3     | USA Estados Unidos |                 |                  | 2                 | 2 |
| TOTAL | TOTAL              | 2               | 2                | 2                 | 6 |

## Classificação
Um total de oito equipes masculinas e oito equipes femininas classificaram-se para competir nestes Jogos Pan-Americanos em cada torneio. Por ser o país anfitrião, o Peru estará presente em ambas as modalidades.
As duas primeiras equipes nos Jogos Centro-Americanos e do Caribe de 2018 e dos Jogos Sul-Americanos de 2018 também se classificaram. As duas melhores equipes ainda não classificadas das Copas Pan-Americanas de 2017 (após os resultados dos dois torneios acima serem levados em consideração) também se qualificaram diretamente. Caso Canadá ou Estados Unidos ainda não tivessem obtido as vagas, um playoff entre as estas nações e o terceiro colocado na Copa Pan-Americana de 2017 seria realizado (como ambas se classificaram, o playoff acabou não sendo realizado).
A Federação Pan-Americana de Hóquei (PAHF), em 10 de setembro de 2018, fez o anúncio oficial das equipes classificadas.

### Masculino
| Evento                                      | Datas                   | Local        | Vagas | Classificados                                       |
| ------------------------------------------- | ----------------------- | ------------ | ----- | --------------------------------------------------- |
| País-sede                                   | —                       | —            | 1     | PER Peru                                            |
| Jogos Sul-Americanos de 2018                | 29 de maio – 6 de junho | Cochabamba   | 2     | ARG Argentina CHI Chile                             |
| Jogos Centro-Americanos e do Caribe de 2018 | 21–29 de julho          | Barranquilha | 2     | CUB Cuba MEX México                                 |
| Copa Pan-Americana de 2017                  | 4–12 de agosto          | Lancaster    | 3     | CAN Canadá USA Estados Unidos TRI Trinidad e Tobago |
| Total                                       |                         |              | 8     |                                                     |

- O Brasil é a primeira equipe reserva da competição masculina, por ter ficado em quinto lugar na Copa Pan-Americana de 2017.[5]

### Feminino
| Evento                                      | Datas                   | Local        | Vagas | Classificados                           |
| ------------------------------------------- | ----------------------- | ------------ | ----- | --------------------------------------- |
| País-sede                                   | —                       | —            | 1     | PER Peru                                |
| Jogos Sul-Americanos de 2018                | 30 de maio – 7 de junho | Cochabamba   | 2     | ARG Argentina URU Uruguai               |
| Jogos Centro-Americanos e do Caribe de 2018 | 20–28 de julho          | Barranquilha | 2     | CUB Cuba MEX México                     |
| Copa Pan-Americana de 2017                  | 5–13 de agosto          | Lancaster    | 3     | CHI Chile USA Estados Unidos CAN Canadá |
| Total                                       |                         |              | 8     |                                         |

- O Brasil é a primeira equipe reserva da competição feminina, por ter ficado com a sétima colocação na Copa Pan-Americana de 2017.[5]